# US Open 2009/Herrendoppel-Rollstuhl
Das Herrendoppel (Rollstuhl) der US Open 2009 war ein Rollstuhltenniswettbewerb in New York City und fand vom 10. bis zum 13. September statt.
Die Sieger der letzten Austragung 2007 waren Shingo Kunieda und Satoshi Saida.

## Setzliste
| Nr. | Paarung                       | Erreichte Runde |
| --- | ----------------------------- | --------------- |
| 01. | Stéphane Houdet Stefan Olsson | Sieg            |
| 02. | Maikel Scheffers Ronald Vink  | Finale          |

## Hauptrunde
Zeichenerklärung
- Q = Qualifikant
- WC = Wildcard
- LL = Lucky Loser
- ITF = qualifiziert über ITF-Ranking
- ALT = alternate (Ersatz)
- PR = Protected Ranking
- SE = Special Exempt
- r = retired (Aufgabe)
- d = Disqualifikation
- w.o. = walkover
- [ ] = Match-Tie-Break

|  | Halbfinale | Halbfinale                     | Halbfinale | Halbfinale | Halbfinale |  |  | Finale | Finale                        | Finale | Finale | Finale |
|  |            |                                |            |            |            |  |  |        |                               |        |        |        |
|  |            |                                |            |            |            |  |  |        |                               |        |        |        |
|  | 1          | Stéphane Houdet Stefan Olsson  | 7          | 3          | 4          |  |  |        |                               |        |        |        |
|  |            | Robin Ammerlaan Shingo Kunieda | 5          | 6          | 2r         |  |  |        |                               |        |        |        |
|  |            |                                |            |            |            |  |  | 1      | Stéphane Houdet Stefan Olsson | 6      | 4      | 6      |
|  |            |                                |            |            |            |  |  | 2      | Maikel Scheffers Ronald Vink  | 4      | 6      | 4      |
|  |            | Martin Legner Nicolas Peifer   | 4          | 6          | 3          |  |  |        |                               |        |        |        |
|  | 2          | Maikel Scheffers Ronald Vink   | 6          | 3          | 6          |  |  |        |                               |        |        |        |
|  |            |                                |            |            |            |  |  |        |                               |        |        |        |